# Kalle Kulmanen
Kalle Kulmanen (ur. 7 lutego 1992 w Tampere) – fiński kierowca wyścigowy.

## Kariera
Kulmanen rozpoczął karierę w wyścigach samochodowych w 2008 roku od startów w Fińskiej Formule Renault, Estońskiej Formule Renault oraz Nordyckiej Formule Renault. Z dorobkiem odpowiednio 162, 14, 22 punktów uplasował się tam odpowiednio na ósmej, ósmej i jedenastej pozycji w klasyfikacji generalnej. W późniejszych latach pojawiał się także w stawce Open Race Botniaring, Północnoeuropejskiego Pucharu Formuły Renault 2.0, Szwedzkiej Formuły Renault oraz Europejskiego Pucharu Formuły Renault 2.0.

## Statystyki
| Sezon | Seria                                         | Zespół           | Wyścigi | Zwycięstwa | PP | NO | Podium | Punkty | Pozycja |
| ----- | --------------------------------------------- | ---------------- | ------- | ---------- | -- | -- | ------ | ------ | ------- |
| 2008  | Fińska Formuła Renault                        | Red Step Formula | 12      | 0          | 0  | 0  | 0      | 162    | 8       |
| 2008  | Estońska Formuła Renault                      | Red Step Formula | 12      | 0          | 0  | 0  | 0      | 14     | 8       |
| 2008  | Nordycka Formuła Renault                      | Red Step Formula | 12      | 0          | 0  | 0  | 0      | 22     | 11      |
| 2009  | Szwedzka Formuła Renault                      | P1 Motorsport    | 4       | 0          | 0  | 0  | 0      | 4      | 17      |
| 2009  | Północnoeuropejski Puchar Formuły Renault 2.0 | P1 Motorsport    | 2       | 0          | 0  | 0  | 0      | 14     | 29      |
| 2009  | Nordycka Formuła Renault                      | P1 Motorsport    | 2       | 0          | 0  | 0  | 0      | 26     | 14      |
| 2009  | Open Race Botniaring                          | P1 Motorsport    | 1       | 0          | 0  | 0  | 0      | N/A    | NS      |
| 2009  | Fińska Formuła Renault                        | P1 Motorsport    |         |            | 2  |    |        | 165    | 4       |
| 2010  | Europejski Puchar Formuły Renault 2.0         | MP Motorsport    | 16      | 0          | 0  | 0  | 0      | 3      | 22      |
| 2010  | Północnoeuropejski Puchar Formuły Renault 2.0 | MP Motorsport    | 5       | 0          | 0  | 0  | 0      | 54     | 18      |